# Luís José Martins
Luís José Martins (Lisboa, 5 de Março de 1978) é um músico português. 
É guitarrista do grupo Deolinda. 
Estudou no Conservatório Nacional de Lisboa, em França e em Castelo Branco, na Escola Superior de Artes Aplicadas onde se licenciou em Música. Leccionou a disciplina de Guitarra clássica em vários conservatórios do país.
Como músico, foi membro fundador do grupo "Bicho de 7 Cabeças", PowerTrio e Deolinda.

## Projectos
- Bicho de 7 Cabeças (2003-2006)
- Powertrio (2008-)
- Deolinda (2006-)